# 相原利雄
相原 利雄（あいはら としお、1933年9月6日 - ） は、日本の機械工学者。熱工学専攻。東北大学名誉教授。元日本伝熱学会会長。

## 人物・経歴
東京府生まれ。1958年東北大学工学部機械工学科卒業、松下電器産業入社、中央研究所電気部応用物理課。1963年松下電器産業冷機事業部技術部研究課主任。1964年松下電器産業社中央研究所熱工学研究室主任。1966年東北大学高速力学研究所助教授。1968年東北大学より工学博士の学位を取得。1976年東北大学高速力学研究所教授。1983年在外研究員（ロンドン大学クイーン・メアリー）。1988年実験伝熱・流体力学・熱力学世界会議連合副議長。1989年東北大学流体科学研究所教授、日本伝熱学会副会長。1990年核融合科学研究所共同研究員。1991年空気調和・衛生工学会東北支部顧問。1992年伝熱東北懇話会会長。1995年東北大学評議員、日本伝熱学会会長。1997年停年退官、東北大学名誉教授。日米熱工学合同会議議長、東京高等裁判所専門委員、知的財産高等裁判所専門委員なども歴任した。

## 著書
- 『伝熱工学』裳華房 1994年
- 『プロメテウスの贈りもの : 暮らしのなかの熱』裳書房 2002年
- 『エスプレッソ伝熱工学』裳華房 2009年

## 受賞
- 1986年 国際伝熟会議優秀発表賞[2]
- 1988年 電子機器の冷却技術国際会議学術功労賞[2]
- 1997年 日本機械学会熱工学部門永年功績賞[2][4]
- 1998年 日本伝熱学会学術賞[5]